# Мифлин (округ)
Округ Мифлин (англ. Mifflin County) располагается в штате Пенсильвания, США. Официально образован 19 сентября 1789 года. По состоянию на 2010 год, численность населения составляла 46 682 человек.

## География
По данным Бюро переписи США, общая площадь округа равняется 1074,851 км2, из которых 1069,671 км2 суша и 7,770 км2 или 0,660 % это водоемы.

## Население
По данным переписи населения 2010 года в округе проживает 46 682 жителей в составе 18 743 домашних хозяйств. Плотность населения составляет 44,00 человека на км2. На территории округа насчитывается 21 537 жилых строений, при плотности застройки около 19,00-ти строений на км2. Расовый состав населения: белые — 97,53 %, афроамериканцы — 0,64 %, коренные американцы (индейцы) — 0,11 %, азиаты — 0,36 %, гавайцы — 0,01 %, представители других рас — 0,31 %, представители двух или более рас — 1,03 %. Испаноязычные составляли 1,14 % населения независимо от расы.
В составе 29,10 % из общего числа домашних хозяйств проживают дети в возрасте до 18 лет, 57,60 % домашних хозяйств представляют собой супружеские пары проживающие вместе, 8,50 % домашних хозяйств представляют собой одиноких женщин без супруга, 29,90 % домашних хозяйств не имеют отношения к семьям, 26,00 % домашних хозяйств состоят из одного человека, 13,20 % домашних хозяйств состоят из престарелых (65 лет и старше), проживающих в одиночестве. Средний размер домашнего хозяйства составляет 2,49 человека, и средний размер семьи 2,99 человека.
Возрастной состав округа: 23,10 % моложе 18 лет, 2,20 % от 18 до 24, 5,10 % от 25 до 44, 10,40 % от 45 до 64 и 10,40 % от 65 и старше. Средний возраст жителя округа 39 лет. Гендерный состав населения представлен 48,93 % мужчин и 51,07 % женщин.